# Toradjia cephalica
Toradjia cephalica is een pissebed uit de familie Scleropactidae. De wetenschappelijke naam van de soort is voor het eerst geldig gepubliceerd in 1898 door Adrien Dollfus.